# Jan Sterling
Jan Sterling   (Nova York, 3 d'abril de 1921 - Woodland Hills, 26 de març de 2004) va ser una actriu estatunidenca.

## Biografia[1]
El seu nom complet era Jane Sterling Adriance, i va néixer a la ciutat de Nova York, al si d'una família benestant. Va estudiar en escoles privades abans d'anar a viure a Europa amb la seva família. Allà es va educar amb tutors privats a Londres i París, a més de seguir estudis a l'escola dramàtica de Fay Compton a Londres.
Sent adolescent va tornar a Manhattan i, utilitzant variacions del seu nom, com ara Jane Adrian i Jane Sterling, va començar la seva carrera artística actuant a Broadway a l'obra Bachelor Born. Més endavant va treballar en peces importants com a Panama Hattie, Over 21 i Present Laughter, i el 1947 va debutar en el cinema amb el film Tycoon, amb el nom artístic de Jane Adrian. Ruth Gordon va insistir perquè canviés el seu nom, prenent finalment la decisió de dir-se Jan Sterling.
Un dels papers secundaris més destacats de Sterling va ser el que va fer a Belinda (1948). Alternant les seves actuacions cinematogràfiques amb la televisives, Sterling va intervenir en diverses sèries televisives en la dècada de 1950 alhora que treballava en pel·lícules com Caged (1950), Mystery Street (1950), The Mating Season (1951), Ace in the Hole (1951), Flesh and Fury (1952), The Human Jungle (1954), i Female on the Beach (1955).
Sovint elegida per interpretar personatges durs i determinats, va fer un paper molt més comprensiu a la pel·lícula Sky Full of Moon (1952). El 1950 va ser Ruth en la sèrie western de la ABC The Marshal of Gunsight Pass, interpretada al costat de Russell Hayden, Eddie Dean, i Roscoe Ates.

En 1954 Sterling va ser nominada per l'Oscar a la millor actriu secundària i va guanyar el Globus d'Or a la millor actriu secundària per la seva actuació a The High and the Mighty. Aquell mateix any va viatjar a Anglaterra per fer el paper de Julia en la primera versió filmada de la novel·la de George Orwell 1984, malgrat trobar-se embarassada en aquell moment.

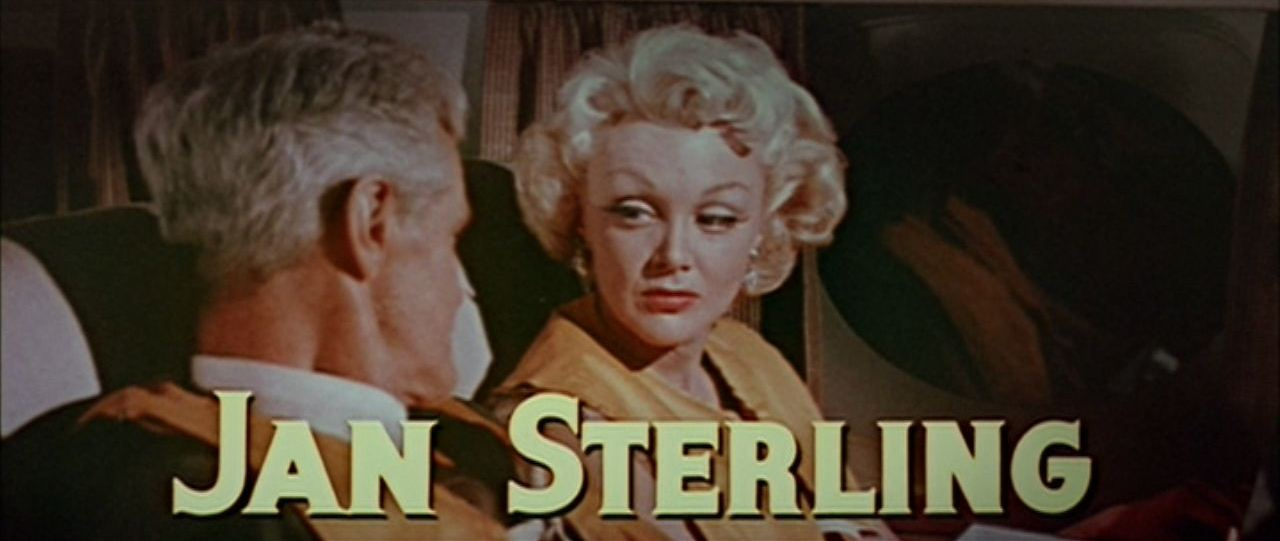
Sterling a The High and the Mighty

En els anys següents Sterling va actuar amb regularitat en el cinema, en pel·lícules com Slaughter on Tenth Avenue, Kathy O, i The Female Animal.
El 1963 va ser artista convidada, amb el paper d'Infermera Murdoch, en l'episodi "Millions of Faces" del drama mèdic de l'ABC Breaking Point. El 1967 ella i Tisha Sterling van treballar en l'episodi "Eleven Miles to Eden", pertanyent a la producció western de la NBC The Road West, protagonitzada per Barry Sullivan. A finals de 1968 Sterling va començar a actuar com a 'Miss Foss' en la sèrie televisiva de la CBS The Guiding Light El 1969 es va retirar del cinema, enfocant la seva activitat interpretativa al teatre, tornant al mitjà televisiu el 1979 per encarnar a Lou Henry Hoover en la minisèrie Backstairs at the White House.
El matrimoni de Sterling amb John Merivale va finalitzar en divorci. La seva carrera va començar a declinar després de morir el seu segon marit, l'actor Paul Douglas, el 1959, iniciant en els anys setanta una relació duradora amb Sam Wanamaker. Inactiva durant gairebé dues dècades, va aparèixer en el Cinecon Film Festival de Los Angeles el 2001.
Els últims anys de la vida de Sterling van estar marcats per la mala salut. Patia diabetis, va patir una fractura de maluc i alguns ictus. El seu únic fill, Adams Douglas, va morir el 2003, i Sterling va morir a l'any següent en Los Angeles, Califòrnia, als 82 anys. Va ser enterrada al Cementiri Garden of Actors Churchyard de Londres, Anglaterra.

## Filmografia[3]
- 1947: Tycoon: Dancer at Fiesta
- 1948: Johnny Belinda: Stella McCormick
- 1950: Caged: Smoochie
- 1950: The Skipper Surprised His Wife: Rita Rossini
- 1950: Snow Dog: Red Feather
- 1950: Mystery Street: Vivian Heldon
- 1950: Gunfire: Flo - Saloon Girl
- 1950: Union Station: Marge Wrighter
- 1951: The Mating Season: Betsy Donaldson
- 1951: Appointment with Danger: Dodie
- 1951: Ace in the Hole: Lorraine Minosa
- 1951: Rhubarb: Polly Sickles
- 1952: Flesh and Fury: Sonya Bartow
- 1952: Sky Full of Moon: Dixie Delmar
- 1953: L'instant decisiu (Split Second), de Dick Powell: Dorothy 'Dottie' Vale
- 1953: The Vanquished: Rose Slater
- 1953: Pony Express: Denny Russell
- 1954: Alaska Seas: Nicky Jackson
- 1954: The High and the Mighty: Sally McKee
- 1954: Return from the Sea: Frieda Waitress
- 1954: The Human Jungle: Mary Abbott
- 1955: Women's Prison: Brenda Martin
- 1955: Dones a la platja (Female on the Beach): Amy Rawlinson
- 1955: El pistoler (Man with the Gun) de Richard Wilson: Nelly Bain
- 1956: 1984: Julia
- 1956: Més dura serà la caiguda (The Harder They Fall): Beth Willis
- 1957: Slaughter on Tenth Avenue: Madge Pitts
- 1958: The Female Animal: Lily Frayne
- 1958: High School Confidential!: Arlene Williams
- 1958: Kathy O': Celeste Saunders
- 1961: Love in a Goldfish Bowl: Sandra Slide
- 1967: The Incident: Muriel Purvis
- 1968: The Angry Breed: Gloria Patton
- 1969: The Minx: Louise Baxter
- 1976: Sammy Somebody
- 1981: First Monday in October: Christine Snow

## Premis i nominacions
Premis
- 1955: Globus d'Or a la millor actriu secundària per The High and the Mighty

Nominacions
- 1955: Oscar a la millor actriu secundària per The High and the Mighty